# M43 (Hongarije)
De M43 is een Hongaarse autosnelweg van Szeged tot de Roemeense grens. De weg heeft een lengte van ongeveer 57 km.  De weg is een onderdeel van de E68.  Het gedeelte van Szegéd tot Makó met een lengte van 35 kilometer is gebouwd en in 2011 vrijgegeven voor het verkeer. Het deel tussen Makó en de grens bij Nagylak/Nadlac is op 11 juli 2015 vrijgegeven voor het verkeer. 
Na de Roemeense grens sluit de M43 aan op de A1 in Roemenië. Deze snelweg is nu tussen Arad, Timisoara(Temesvár) en Sibiu (Nagyszeben) gereed en zal uiteindelijk doorlopen tot de Roemeense hoofdstad Boekarest.
M0 ·
M1 ·
M2 ·
M3 ·
M4 ·
M5 ·
M6 ·
M7 ·
M8 ·
M9 ·
M15 ·
M19 ·
M25 ·
M30 ·
M31 ·
M35 ·
M43 ·
M44·
M51 ·
M60 ·
M70·
M76·
M80·
M85·
M86